# Liste der Kulturdenkmale in Neustadt an der Orla
Die Liste der Kulturdenkmale in Neustadt an der Orla umfasst die als Einzeldenkmale, Bodendenkmale und Denkmalensembles erfassten Kulturdenkmale auf dem Gebiet der Stadt Neustadt an der Orla im thüringischen Saale-Orla-Kreis (Stand: August 2022). Die Angaben in der Liste ersetzen nicht die rechtsverbindliche Auskunft der zuständigen Denkmalschutzbehörde.

## Legende
- Bild: zeigt ein Bild des Kulturdenkmals und gegebenenfalls einen Link zu weiteren Fotos des Kulturdenkmals im Medienarchiv Wikimedia Commons
- Bezeichnung: Name, Bezeichnung oder die Art des Kulturdenkmals
- Lage: Wenn vorhanden Straßenname und Hausnummer des Kulturdenkmals; Grundsortierung der Liste erfolgt nach dieser Adresse. Der Link Karte führt zu verschiedenen Kartendarstellungen und nennt die Koordinaten des Kulturdenkmals.
 Kartenansicht, um Koordinaten zu setzen – in dieser Kartenansicht sind Kulturdenkmale ohne Koordinaten mit einem roten bzw. orangen Marker dargestellt und können in der Karte gesetzt werden. Kulturdenkmale ohne Bild sind mit einem blauen bzw. roten Marker gekennzeichnet, Kulturdenkmale mit Bild mit einem grünen bzw. orangen Marker.
- Datierung: gibt das Jahr der Fertigstellung beziehungsweise das Datum der Erstnennung oder den Zeitraum der Errichtung an
- Beschreibung: bauliche und geschichtliche Einzelheiten des Kulturdenkmals, vorzugsweise die Denkmaleigenschaften
- ID: Die ID identifiziert das Kulturdenkmal eindeutig. In Thüringen sind aktuell keine IDs veröffentlicht. In der ID-Spalte kann sich auch folgendes Icon  befinden, dies führt zu Angaben zu diesem Kulturdenkmal bei Wikidata.

## Denkmalensembles nach Ortsteilen

### Arnshaugk
| Bild            | Bezeichnung                          | Lage                                       | Datierung | Beschreibung                                   | ID |
| --------------- | ------------------------------------ | ------------------------------------------ | --------- | ---------------------------------------------- | -- |
| Fotos hochladen | Denkmalensemble „Ortskern Arnshaugk“ | Arnshaugk 5-14, 22-28 und Friedhof (Karte) |           | historischer Orts- und Siedlungskern Arnshaugk |    |

### Knau
| Bild                           | Bezeichnung                                                       | Lage                                                        | Datierung | Beschreibung | ID |
| ------------------------------ | ----------------------------------------------------------------- | ----------------------------------------------------------- | --------- | ------------ | -- |
| weitere Bilder Fotos hochladen | Denkmalensemble Bauliche Gesamtanlage „Ehemaliges Rittergut Knau“ | Knau, Schulstraße 4, 4a, 4b, 6 und Alte Försterei 1 (Karte) |           |              |    |

### Neustadt an der Orla
| Bild                                    | Bezeichnung                                      | Lage                                                                                           | Datierung | Beschreibung                                                     | ID |
| --------------------------------------- | ------------------------------------------------ | ---------------------------------------------------------------------------------------------- | --------- | ---------------------------------------------------------------- | -- |
| weitere Bilder Fotos hochladen          | Denkmalensemble „Kernstadt Neustadt an der Orla“ | Kernstadt (Karte)                                                                              |           | Bauliche Gesamtanlage, kennzeichnender Ortsgrundriss             |    |
| Direkt Bild zu diesem Denkmal hochladen | Straßenensemble „Fleischergasse“                 | Fleischergasse                                                                                 |           | Teilobjekt des Denkmalensembles „Kernstadt Neustadt an der Orla“ |    |
| Direkt Bild zu diesem Denkmal hochladen | Straßenensemble „Gerichtsgasse“                  | Gerichtsgasse                                                                                  |           | Teilobjekt des Denkmalensembles „Kernstadt Neustadt an der Orla“ |    |
| Fotos hochladen                         | Denkmalensemble „Schlossanlage“                  | Klosterkirche/Parkanlage/Herkulesbrunnen/Tor-Wallanlage/Kriegerdenkmal/Schlossgasse 26, 31, 33 |           | Teilobjekt des Denkmalensembles „Kernstadt Neustadt an der Orla“ |    |
| Direkt Bild zu diesem Denkmal hochladen | Denkmalensemble „Stadtsilhouette“                | Koordinaten fehlen! Hilf mit.                                                                  |           | Gebäudesilhouette/Dachlandschaft (kennzeichnendes Ortsbild)      |    |
| Direkt Bild zu diesem Denkmal hochladen | Denkmalensemble „Stadtbefestigung“               | Koordinaten fehlen! Hilf mit.                                                                  |           | Ensemblepräzisierung fehlt                                       |    |

## Kulturdenkmale nach Ortsteilen

### Arnshaugk
| Bild                           | Bezeichnung                                                                                                | Lage                 | Datierung | Beschreibung                                               | ID |
| ------------------------------ | --- | -------------------- | --------- | ---------------------------------------------------------- | -- |
| BW                             | Friedhof                                                                                                   | Arnshaugk (Karte)    |           | auch Bestandteil des Denkmalensembles „Ortskern Arnshaugk“ |    |
| weitere Bilder Fotos hochladen | Kapelle mit Ausstattung                                                                                    | Arnshaugk 9 (Karte)  |           | auch Bestandteil des Denkmalensembles „Ortskern Arnshaugk“ |    |
| BW                             | 2-geschossiges Wohnhaus Bestandteil Schloss Arnshaugk – Amtshaus                                           | Arnshaugk 25 (Karte) |           | auch Bestandteil des Denkmalensembles „Ortskern Arnshaugk“ |    |
| BW                             | 2-geschossiges Wohnhaus Bestandteil Schloss Arnshaugk – Amtshaus                                           | Arnshaugk 26 (Karte) |           | auch Bestandteil des Denkmalensembles „Ortskern Arnshaugk“ |    |
| weitere Bilder Fotos hochladen | Neues Schloss einschließlich Parkanlage und Burgreste, Einfriedungs- und Terrassenmauern sowie Freiplastik | Arnshaugk 27 (Karte) |           | auch Bestandteil des Denkmalensembles „Ortskern Arnshaugk“ |    |
| BW                             | Burg Arnshaugk und romanische Kapelle                                                                      | (Karte)              |           | Bodendenkmal                                               |    |

### Breitenhain-Strößwitz
| Bild                                    | Bezeichnung                         | Lage                            | Datierung | Beschreibung | ID |
| --------------------------------------- | ----------------------------------- | ------------------------------- | --------- | ------------ | -- |
| weitere Bilder Fotos hochladen          | Kirche mit Ausstattung und Kirchhof | Breitenhain, Ortsstraße (Karte) |           |              |    |
| weitere Bilder Fotos hochladen          | Kirche mit Ausstattung              | Strößwitz, Ortsstraße (Karte)   |           |              |    |
| Direkt Bild zu diesem Denkmal hochladen | Gehöft                              | Strößwitz, Ortsstraße 6         |           |              |    |
| Fotos hochladen                         | Wohnhaus                            | Strößwitz, Ortsstraße 8         | 1766      |              |    |

### Börthen
| Bild            | Bezeichnung                                                          | Lage                   | Datierung | Beschreibung | ID |
| --------------- | -------------------------------------------------------------------- | ---------------------- | --------- | ------------ | -- |
| Fotos hochladen | Hofanlage mit Hofraum, Ochsenwiese und Teich – „Kursächsisches Haus“ | Hauptstraße 13 (Karte) |           |              |    |

### Dreba
| Bild                           | Bezeichnung            | Lage               | Datierung | Beschreibung | ID |
| ------------------------------ | ---------------------- | ------------------ | --------- | ------------ | -- |
| weitere Bilder Fotos hochladen | Kirche mit Ausstattung | Ortsstraße (Karte) |           |              |    |

### Knau
| Bild                                    | Bezeichnung | Lage                         | Datierung | Beschreibung | ID |
| --------------------------------------- | --- | ---------------------------- | --------- | ------------ | -- |
| weitere Bilder Fotos hochladen          | Kirche mit Ausstattung                                                                                                | Bucha, Ortsstraße (Karte)    |           |              |    |
| weitere Bilder Fotos hochladen          | Kirche mit Ausstattung                                                                                                | Knau (Karte)                 |           |              |    |
| Direkt Bild zu diesem Denkmal hochladen | Grabstätte von 10 KZ-Häftlingen                                                                                       | Knau, Friedhof               |           |              |    |
| Direkt Bild zu diesem Denkmal hochladen | ehemaliges Pfarrhaus                                                                                                  | Knau, Schulstraße 1          |           |              |    |
| Direkt Bild zu diesem Denkmal hochladen | Empfangsgebäude mit Güterschuppen (historisches Stellwerk von 1936) Ladestraße und Laderampe – Thüringer Oberlandbahn | Knau, An der Bahn 2          |           |              |    |
| BW                                      | Rittergutsareal und Kirche                                                                                            | Knau (Karte)                 |           | Bodendenkmal |    |
| Direkt Bild zu diesem Denkmal hochladen | mittelalterliche Erdwallanlage östlich des Drebabaches                                                                | Knau, nördlich des Ortes     |           | Bodendenkmal |    |
| weitere Bilder Fotos hochladen          | Kirche mit Ausstattung                                                                                                | Posen, Ortsstraße (Karte)    |           |              |    |
| Direkt Bild zu diesem Denkmal hochladen | Taubenhaus | Posen, Ortsstraße 3          |           |              |    |
| Direkt Bild zu diesem Denkmal hochladen | historisches Wartehäuschen der Thüringer Oberlandbahn                                                                 | Posen, Haltepunkt Posenmühle |           |              |    |

### Lichtenau
| Bild                           | Bezeichnung                         | Lage               | Datierung | Beschreibung | ID |
| ------------------------------ | ----------------------------------- | ------------------ | --------- | ------------ | -- |
| weitere Bilder Fotos hochladen | Kirche mit Ausstattung und Friedhof | Ortsstraße (Karte) |           |              |    |

### Linda
| Bild                                    | Bezeichnung                                      | Lage                                | Datierung | Beschreibung | ID |
| --------------------------------------- | ------------------------------------------------ | ----------------------------------- | --------- | ------------ | -- |
| weitere Bilder Fotos hochladen          | Kirche mit Ausstattung und Einfriedung           | Kleina, Ortsstraße (Karte)          |           |              |    |
| Direkt Bild zu diesem Denkmal hochladen | Friedhofskirche mit Ausstattung und Mauer        | Köthnitz, Ortsstraße                |           |              |    |
| Direkt Bild zu diesem Denkmal hochladen | Steinbogenbrücke über die Auma, Richtung Moßbach | Köthnitz                            | 1817      |              |    |
| weitere Bilder Fotos hochladen          | Kirche mit Ausstattung                           | Linda, Ortsstraße (Karte)           |           |              |    |
| weitere Bilder Fotos hochladen          | Windmühle (Holländer)                            | Linda, Ortsstraße 20b (Karte)       |           |              |    |
| weitere Bilder Fotos hochladen          | Kirche mit Ausstattung                           | Steinbrücken, Ortsstraße (Karte)    |           |              |    |
| Direkt Bild zu diesem Denkmal hochladen | Steinbrücke                                      | Steinbrücken, Ortsstraße            |           |              |    |
| Fotos hochladen                         | Gehöft                                           | Steinbrücken, Ortsstraße 23 (Karte) |           |              |    |

### Moderwitz
| Bild                                    | Bezeichnung            | Lage                          | Datierung | Beschreibung | ID |
| --------------------------------------- | ---------------------- | ----------------------------- | --------- | ------------ | -- |
| weitere Bilder Fotos hochladen          | Kirche mit Ausstattung | An der Kirche (Karte)         |           |              |    |
| Direkt Bild zu diesem Denkmal hochladen | Bauerngehöft           | Schleizer Straße 38           |           |              |    |
| Direkt Bild zu diesem Denkmal hochladen | Wallanlage             | Koordinaten fehlen! Hilf mit. |           | Bodendenkmal |    |

### Molbitz
| Bild                                    | Bezeichnung                                      | Lage                                   | Datierung | Beschreibung | ID |
| --------------------------------------- | ------------------------------------------------ | -------------------------------------- | --------- | ------------ | -- |
| BW                                      | Der Wahl                                         | Döhlen (Karte)                         |           | Bodendenkmal |    |
| weitere Bilder Fotos hochladen          | Kirche mit Ausstattung                           | Molbitz, Pillingsdorfer Straße (Karte) |           |              |    |
| Direkt Bild zu diesem Denkmal hochladen | Rittergut Molbitz mit Gutshaus und Nebengebäuden | Molbitz, Pillingsdorfer Straße 5       |           |              |    |

### Neunhofen
| Bild                                    | Bezeichnung                         | Lage                          | Datierung | Beschreibung                                             | ID |
| --------------------------------------- | ----------------------------------- | ----------------------------- | --------- | -------------------------------------------------------- | -- |
| weitere Bilder Fotos hochladen          | Kirche mit Ausstattung und Friedhof | (Karte)                       |           |                                                          |    |
| Fotos hochladen                         | Taubenhaus                          | Schleichersmühle 3            |           |                                                          |    |
| Direkt Bild zu diesem Denkmal hochladen | Steinbrücke über der Orla           | Koordinaten fehlen! Hilf mit. |           |                                                          |    |
| Fotos hochladen                         | Ehemaliges Pfarrhaus                | Alte Landstraße 1 (Karte)     |           |                                                          |    |
| Direkt Bild zu diesem Denkmal hochladen | Standort der mittelalterlichen Burg | Alte Pfarre                   |           | Bodendenkmal; heute vollständig verfüllter Wassergraben. |    |

### Neustadt an der Orla
| Bild                                    | Bezeichnung                                                           | Lage                                      | Datierung | Beschreibung | ID |
| --------------------------------------- | --------------------------------------------------------------------- | ----------------------------------------- | --------- | --- | -- |
| Direkt Bild zu diesem Denkmal hochladen | ehemalige Turnhalle – Fachwerkbau                                     | Am Gamsenteich 1                          |           | |    |
| Direkt Bild zu diesem Denkmal hochladen | 3-geschossiges Wohn- und Geschäftshaus                                | Arnshaugker Straße 1                      |           | |    |
| Direkt Bild zu diesem Denkmal hochladen | Wohnhaus mit Nebengebäuden                                            | August-Bebel-Straße 17                    |           | |    |
| Direkt Bild zu diesem Denkmal hochladen | Wohnhaus (Villa) mit Grundstück und Einfriedung                       | August-Bebel-Straße 18                    |           | |    |
| Direkt Bild zu diesem Denkmal hochladen | Wohn- und Geschäftshaus                                               | Bachstraße 5                              |           | auch Bestandteil des Denkmalensembles „Kernstadt Neustadt an der Orla“                                                 |    |
| Direkt Bild zu diesem Denkmal hochladen | Wohn- und Geschäftshaus                                               | Bachstraße 9                              |           | auch Bestandteil des Denkmalensembles „Kernstadt Neustadt an der Orla“                                                 |    |
| Direkt Bild zu diesem Denkmal hochladen | Wohn- und Geschäftshaus                                               | Bachstraße 14                             |           | auch Bestandteil des Denkmalensembles „Kernstadt Neustadt an der Orla“                                                 |    |
| weitere Bilder Fotos hochladen          | Bismarckturm                                                          | (Karte)                                   | 1915      | |    |
| Direkt Bild zu diesem Denkmal hochladen | Hotel – Sachteil: Saalbau/Treppenaufgang                              | Ernst-Thälmann-Straße 1                   |           | |    |
| Direkt Bild zu diesem Denkmal hochladen | 2-geschossiges Wohnhaus                                               | Ernst-Thälmann-Straße 4                   |           | |    |
| Direkt Bild zu diesem Denkmal hochladen | Wohn- und Geschäftshaus, ehemaliges Sanatorium                        | Ernst-Thälmann-Straße 5                   |           | |    |
| weitere Bilder Fotos hochladen          | Katholische Kirche St. Marien mit Pfarramt                            | Ernst-Thälmann-Straße 6 (Karte)           | 1905      | |    |
| Direkt Bild zu diesem Denkmal hochladen | Wohn- und Geschäftshaus                                               | Ernst-Thälmann-Straße 11                  |           | |    |
| Direkt Bild zu diesem Denkmal hochladen | Wohnhaus                                                              | Ernst-Thälmann-Straße 26                  |           | |    |
| Direkt Bild zu diesem Denkmal hochladen | Wohn- und Geschäftshaus                                               | Ernst-Thälmann-Straße 45                  |           | auch Bestandteil des Denkmalensembles „Kernstadt Neustadt an der Orla“                                                 |    |
| Direkt Bild zu diesem Denkmal hochladen | Wohn- und Geschäftshaus                                               | Ernst-Thälmann-Straße 47                  |           | auch Bestandteil des Denkmalensembles „Kernstadt Neustadt an der Orla“                                                 |    |
| Direkt Bild zu diesem Denkmal hochladen | Geschäftshaus, „Hotel Schloßberg-Cafe“                                | Ernst-Thälmann-Straße 62                  |           | auch Bestandteil des Denkmalensembles „Kernstadt Neustadt an der Orla“                                                 |    |
| Direkt Bild zu diesem Denkmal hochladen | 2-geschossiges Hintergebäude mit Pultdach (ehemalige Seifensiederei)  | Ernst-Thälmann-Straße 63                  |           | auch Bestandteil des Denkmalensembles „Kernstadt Neustadt an der Orla“                                                 |    |
| Fotos hochladen                         | Wohn- und Geschäftshaus                                               | Ernst-Thälmann-Straße 65                  |           | auch Bestandteil des Denkmalensembles „Kernstadt Neustadt an der Orla“                                                 |    |
| Direkt Bild zu diesem Denkmal hochladen | Wohn- und Geschäftshaus (abgebrochen; nur Gewölbekeller erhalten)     | Ernst-Thälmann-Straße 68                  |           | auch Bestandteil des Denkmalensembles „Kernstadt Neustadt an der Orla“                                                 |    |
| Fotos hochladen                         | Hotel „Goldener Löwe“ – Sachteil: Eingangsportal, Plastiken           | Ernst-Thälmann-Straße 72 (Karte)          |           | auch Bestandteil des Denkmalensembles „Kernstadt Neustadt an der Orla“                                                 |    |
| Fotos hochladen                         | Wohn- und Geschäftshaus mit Kelleranlage und Verbindungsgang          | Ernst-Thälmann-Straße 79                  |           | auch Bestandteil des Denkmalensembles „Kernstadt Neustadt an der Orla“                                                 |    |
| Fotos hochladen                         | Wohn- und Geschäftshaus                                               | Ernst-Thälmann-Straße 87                  |           | auch Bestandteil des Denkmalensembles „Kernstadt Neustadt an der Orla“                                                 |    |
| Direkt Bild zu diesem Denkmal hochladen | Wohn- und Geschäftshäuser mit Nebengebäuden und Grundstück            | Fleischergasse 5, 7                       |           | auch Bestandteil des Straßenensembles „Fleischergasse“ innerhalb des Denkmalensembles „Kernstadt Neustadt an der Orla“ |    |
| Direkt Bild zu diesem Denkmal hochladen | 2-geschossiges Wohnhaus                                               | Fleischergasse 8                          |           | auch Bestandteil des Straßenensembles „Fleischergasse“ innerhalb des Denkmalensembles „Kernstadt Neustadt an der Orla“ |    |
| Direkt Bild zu diesem Denkmal hochladen | 2-geschossiges Wohnhaus                                               | Fleischergasse 20                         |           | auch Bestandteil des Straßenensembles „Fleischergasse“ innerhalb des Denkmalensembles „Kernstadt Neustadt an der Orla“ |    |
| weitere Bilder Fotos hochladen          | Alter Friedhof                                                        | Friedhofstraße 23                         |           | |    |
| weitere Bilder Fotos hochladen          | Hospitalkirche                                                        | Friedhofstraße 23 (Karte)                 |           | |    |
| Direkt Bild zu diesem Denkmal hochladen | Neuer Friedhof                                                        | Friedhofstraße 23                         |           | |    |
| Fotos hochladen                         | ehemaliges Lederwerk                                                  | Gerberstraße 23 (Karte)                   |           | |    |
| Fotos hochladen                         | Wohnhaus – Eingangsbereich mit Portal                                 | Gerichtsgasse 3                           |           | auch Bestandteil des Straßenensembles „Gerichtsgasse“ innerhalb des Denkmalensembles „Kernstadt Neustadt an der Orla“  |    |
| Direkt Bild zu diesem Denkmal hochladen | Wohnhaus                                                              | Gerichtsgasse 7                           |           | auch Bestandteil des Straßenensembles „Gerichtsgasse“ innerhalb des Denkmalensembles „Kernstadt Neustadt an der Orla“  |    |
| Direkt Bild zu diesem Denkmal hochladen | Wohnhaus                                                              | Gerichtsgasse 9                           |           | auch Bestandteil des Straßenensembles „Gerichtsgasse“ innerhalb des Denkmalensembles „Kernstadt Neustadt an der Orla“  |    |
| Direkt Bild zu diesem Denkmal hochladen | Wohnhaus                                                              | Jungferngasse 5                           |           | auch Bestandteil des Denkmalensembles „Kernstadt Neustadt an der Orla“                                                 |    |
| Direkt Bild zu diesem Denkmal hochladen | Wohnhaus                                                              | Kirchgasse 2                              |           | auch Bestandteil des Denkmalensembles „Kernstadt Neustadt an der Orla“                                                 |    |
| weitere Bilder Fotos hochladen          | Stadtkirche St. Johannes, Altarwerk aus Werkstatt L. Cranach          | Kirchplatz 1 (Karte)                      | 1470      | auch Bestandteil des Denkmalensembles „Kernstadt Neustadt an der Orla“                                                 |    |
| Fotos hochladen                         | Wohnhaus                                                              | Kirchplatz 4                              |           | auch Bestandteil des Denkmalensembles „Kernstadt Neustadt an der Orla“                                                 |    |
| Fotos hochladen                         | Wohnhaus                                                              | Kirchplatz 5                              |           | auch Bestandteil des Denkmalensembles „Kernstadt Neustadt an der Orla“                                                 |    |
| Fotos hochladen                         | Wohnhaus mit Museum                                                   | Kirchplatz 7 (Karte)                      |           | auch Bestandteil des Denkmalensembles „Kernstadt Neustadt an der Orla“                                                 |    |
| Fotos hochladen                         | Wohnhaus mit Durchgang zu den Fleischbänken                           | Kirchplatz 9 (Karte)                      |           | auch Bestandteil des Denkmalensembles „Kernstadt Neustadt an der Orla“                                                 |    |
| weitere Bilder Fotos hochladen          | Rathaus                                                               | Markt 1 (Karte)                           | 1464      | auch Bestandteil des Denkmalensembles „Kernstadt Neustadt an der Orla“                                                 |    |
| Fotos hochladen                         | Verwaltungsgebäude                                                    | Markt 2                                   |           | auch Bestandteil des Denkmalensembles „Kernstadt Neustadt an der Orla“                                                 |    |
| Fotos hochladen                         | Wohn- und Geschäftshaus                                               | Markt 3                                   |           | auch Bestandteil des Denkmalensembles „Kernstadt Neustadt an der Orla“                                                 |    |
| Fotos hochladen                         | Wohn- und Geschäftshaus                                               | Markt 4                                   |           | auch Bestandteil des Denkmalensembles „Kernstadt Neustadt an der Orla“                                                 |    |
| Direkt Bild zu diesem Denkmal hochladen | Wohn/Geschäftshaus, Portal zu Durchgang Fleischbänke                  | Markt 5                                   |           | auch Bestandteil des Denkmalensembles „Kernstadt Neustadt an der Orla“                                                 |    |
| weitere Bilder Fotos hochladen          | Fleischbänke – Ladenstraße, Durchgang zwischen Markt 5 / Kirchplatz 9 | Markt 5 (Karte)                           |           | auch Bestandteil des Denkmalensembles „Kernstadt Neustadt an der Orla“                                                 |    |
| Fotos hochladen                         | Wohn- und Geschäftshaus                                               | Markt 6                                   |           | auch Bestandteil des Denkmalensembles „Kernstadt Neustadt an der Orla“                                                 |    |
| Fotos hochladen                         | Wohn- und Geschäftshaus                                               | Markt 10 mit Topfmarkt 2                  |           | auch Bestandteil des Denkmalensembles „Kernstadt Neustadt an der Orla“                                                 |    |
| Fotos hochladen                         | Wohn- und Geschäftshaus                                               | Markt 11                                  |           | auch Bestandteil des Denkmalensembles „Kernstadt Neustadt an der Orla“                                                 |    |
| Fotos hochladen                         | Wohn- und Geschäftshaus                                               | Markt 13                                  |           | auch Bestandteil des Denkmalensembles „Kernstadt Neustadt an der Orla“                                                 |    |
| Fotos hochladen                         | Wohn- und Geschäftshaus                                               | Markt 14                                  |           | auch Bestandteil des Denkmalensembles „Kernstadt Neustadt an der Orla“                                                 |    |
| Direkt Bild zu diesem Denkmal hochladen | Wohn- und Geschäftshaus mit Hofgebäude                                | Marktstraße 2                             |           | auch Bestandteil des Denkmalensembles „Kernstadt Neustadt an der Orla“                                                 |    |
| Fotos hochladen                         | Wohn- und Geschäftshaus                                               | Marktstraße 11                            |           | auch Bestandteil des Denkmalensembles „Kernstadt Neustadt an der Orla“                                                 |    |
| Direkt Bild zu diesem Denkmal hochladen | Wohn- und Geschäftshaus mit Nebengebäude, Alte Münze                  | Mühlstraße 4                              |           | |    |
| Direkt Bild zu diesem Denkmal hochladen | Gehöft, sogenannter „Kuddelhof“                                       | Mühlstraße 8                              |           | |    |
| Direkt Bild zu diesem Denkmal hochladen | Wohnhaus                                                              | Mühlstraße 16                             |           | |    |
| Direkt Bild zu diesem Denkmal hochladen | Wohnhaus                                                              | Mühlstraße 26                             |           | |    |
| Direkt Bild zu diesem Denkmal hochladen | Wohnhaus (Neubau ?)                                                   | Mühlstraße 28                             |           | |    |
| Direkt Bild zu diesem Denkmal hochladen | Wohn- und Geschäftshaus                                               | Neugasse 3                                |           | auch Bestandteil des Denkmalensembles „Kernstadt Neustadt an der Orla“                                                 |    |
| Fotos hochladen                         | Wohnhaus                                                              | Neugasse 5                                |           | auch Bestandteil des Denkmalensembles „Kernstadt Neustadt an der Orla“                                                 |    |
| Direkt Bild zu diesem Denkmal hochladen | Wohnhaus                                                              | Pößnecker Straße 10                       |           | |    |
| weitere Bilder Fotos hochladen          | Kursächsische Postmeilensäule                                         | Pößnecker Straße (Karte)                  | 1728      | |    |
| weitere Bilder Fotos hochladen          | Schlossanlage mit Klosterkirche                                       | Puschkinplatz 1 (Karte)                   |           | auch Bestandteil des Denkmalensembles „Kernstadt Neustadt an der Orla“                                                 |    |
| Direkt Bild zu diesem Denkmal hochladen | Wohnhaus                                                              | Rathenaustraße 1                          |           | |    |
| Direkt Bild zu diesem Denkmal hochladen | Villa mit Grundstück und Einfriedung                                  | Rathenaustraße 14                         |           | |    |
| Direkt Bild zu diesem Denkmal hochladen | Gewölbekeller (Gebäude-Neubau)                                        | Rodaer Straße 1 (neue Anschrift Markt 17) |           | auch Bestandteil des Denkmalensembles „Kernstadt Neustadt an der Orla“                                                 |    |
| Fotos hochladen                         | Alte Apotheke – Wohn- und Geschäftshaus                               | Rodaer Straße 2                           |           | auch Bestandteil des Denkmalensembles „Kernstadt Neustadt an der Orla“                                                 |    |
| Direkt Bild zu diesem Denkmal hochladen | Gewölbekeller des ehemaligen Wohn- und Geschäftshauses – Neubau       | Rodaer Straße 3 (neue Anschrift Markt 17) |           | auch Bestandteil des Denkmalensembles „Kernstadt Neustadt an der Orla“                                                 |    |
| Fotos hochladen                         | Wohn- und Geschäftshaus, ehemalige Posthalterei                       | Rodaer Straße 4                           |           | auch Bestandteil des Denkmalensembles „Kernstadt Neustadt an der Orla“                                                 |    |
| Direkt Bild zu diesem Denkmal hochladen | Wohn- und Geschäftshaus, Sachteil: Gewölbekeller                      | Rodaer Straße 5                           |           | auch Bestandteil des Denkmalensembles „Kernstadt Neustadt an der Orla“                                                 |    |
| Fotos hochladen                         | Wohn- und Geschäftshaus                                               | Rodaer Straße 7                           |           | auch Bestandteil des Denkmalensembles „Kernstadt Neustadt an der Orla“                                                 |    |
| Fotos hochladen                         | Wohn- und Geschäftshaus                                               | Rodaer Straße 7a                          |           | auch Bestandteil des Denkmalensembles „Kernstadt Neustadt an der Orla“                                                 |    |
| Direkt Bild zu diesem Denkmal hochladen | Wohn- und Geschäftshaus                                               | Rodaer Straße 9                           |           | auch Bestandteil des Denkmalensembles „Kernstadt Neustadt an der Orla“                                                 |    |
| Fotos hochladen                         | Wohn- und Geschäftshaus mit Hofgebäuden                               | Rodaer Straße 10                          |           | auch Bestandteil des Denkmalensembles „Kernstadt Neustadt an der Orla“                                                 |    |
| weitere Bilder Fotos hochladen          | Lutherhaus – Wohn- und Geschäftshaus                                  | Rodaer Straße 12 (Karte)                  | 1574      | auch Bestandteil des Denkmalensembles „Kernstadt Neustadt an der Orla“                                                 |    |
| Direkt Bild zu diesem Denkmal hochladen | Wohn- und Geschäftshaus                                               | Rodaer Straße 22                          |           | auch Bestandteil des Denkmalensembles „Kernstadt Neustadt an der Orla“                                                 |    |
| Direkt Bild zu diesem Denkmal hochladen | Wohn- und Geschäftshaus                                               | Rodaer Straße 24                          |           | auch Bestandteil des Denkmalensembles „Kernstadt Neustadt an der Orla“                                                 |    |
| Direkt Bild zu diesem Denkmal hochladen | Wohn- und Geschäftshaus                                               | Rodaer Straße 26                          |           | auch Bestandteil des Denkmalensembles „Kernstadt Neustadt an der Orla“                                                 |    |
| Direkt Bild zu diesem Denkmal hochladen | Wohnhaus                                                              | Schlossgasse 21                           |           | auch Bestandteil des Denkmalensembles „Schlossanlage“ innerhalb des Denkmalensembles „Kernstadt Neustadt an der Orla“  |    |
| Fotos hochladen                         | Wohnhaus                                                              | Schlossgasse 26                           |           | auch Bestandteil des Denkmalensembles „Schlossanlage“ innerhalb des Denkmalensembles „Kernstadt Neustadt an der Orla“  |    |
| Fotos hochladen                         | Wohnhaus                                                              | Schlossgasse 31                           |           | auch Bestandteil des Denkmalensembles „Schlossanlage“ innerhalb des Denkmalensembles „Kernstadt Neustadt an der Orla“  |    |
| Fotos hochladen                         | Wohnhaus                                                              | Schlossgasse 33                           |           | auch Bestandteil des Denkmalensembles „Schlossanlage“ innerhalb des Denkmalensembles „Kernstadt Neustadt an der Orla“  |    |
| Direkt Bild zu diesem Denkmal hochladen | Wohnhaus                                                              | Schulpforte 3                             |           | |    |
| Direkt Bild zu diesem Denkmal hochladen | Wohn- und Geschäftshaus                                               | Topfmarkt 2 mit Markt 10                  |           | auch Bestandteil des Denkmalensembles „Kernstadt Neustadt an der Orla“                                                 |    |
| Direkt Bild zu diesem Denkmal hochladen | Wohn- und Geschäftshaus                                               | Topfmarkt 4                               |           | auch Bestandteil des Denkmalensembles „Kernstadt Neustadt an der Orla“                                                 |    |
| Direkt Bild zu diesem Denkmal hochladen | 2-geschossige Villa                                                   | Triptiser Straße 13/15                    | um 1920   | |    |
| weitere Bilder Fotos hochladen          | Wallanlage / Wüstung Ilgenhain                                        | (Karte)                                   |           | Bodendenkmal |    |
| Direkt Bild zu diesem Denkmal hochladen | Wallanlage „Sachsenburg“                                              | Koordinaten fehlen! Hilf mit.             |           | Bodendenkmal |    |

### Stanau
| Bild                                    | Bezeichnung                      | Lage                  | Datierung | Beschreibung | ID |
| --------------------------------------- | -------------------------------- | --------------------- | --------- | ------------ | -- |
| Direkt Bild zu diesem Denkmal hochladen | Gehöft                           | Ortsstraße 12         |           |              |    |
| Direkt Bild zu diesem Denkmal hochladen | Gehöft                           | Ortsstraße 16         |           |              |    |
| weitere Bilder Fotos hochladen          | Kirche mit Ausstattung           | Ortsstraße 34 (Karte) |           |              |    |
| Direkt Bild zu diesem Denkmal hochladen | Gehöft                           | Ortsstraße 36         |           |              |    |
| Direkt Bild zu diesem Denkmal hochladen | Gehöft                           | Ortsstraße 37         |           |              |    |
| Direkt Bild zu diesem Denkmal hochladen | Gehöft (Mahl- und Schneidemühle) | Ortsstraße 47         |           |              |    |
| Direkt Bild zu diesem Denkmal hochladen | Befestigte Kirche                | Ortsmitte             |           | Bodendenkmal |    |